# AEG

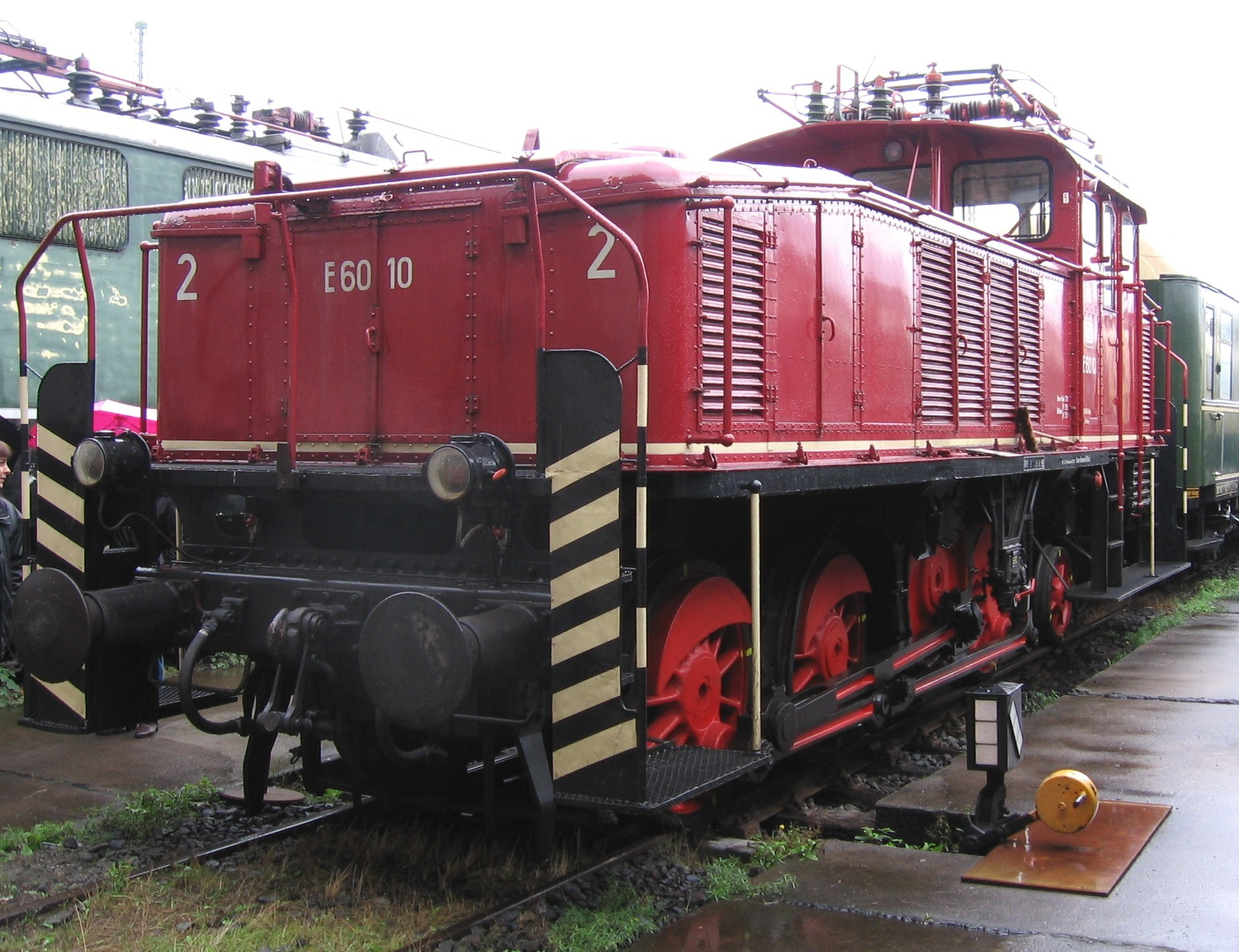
Електричний локомотив виробництва компанії AEG.

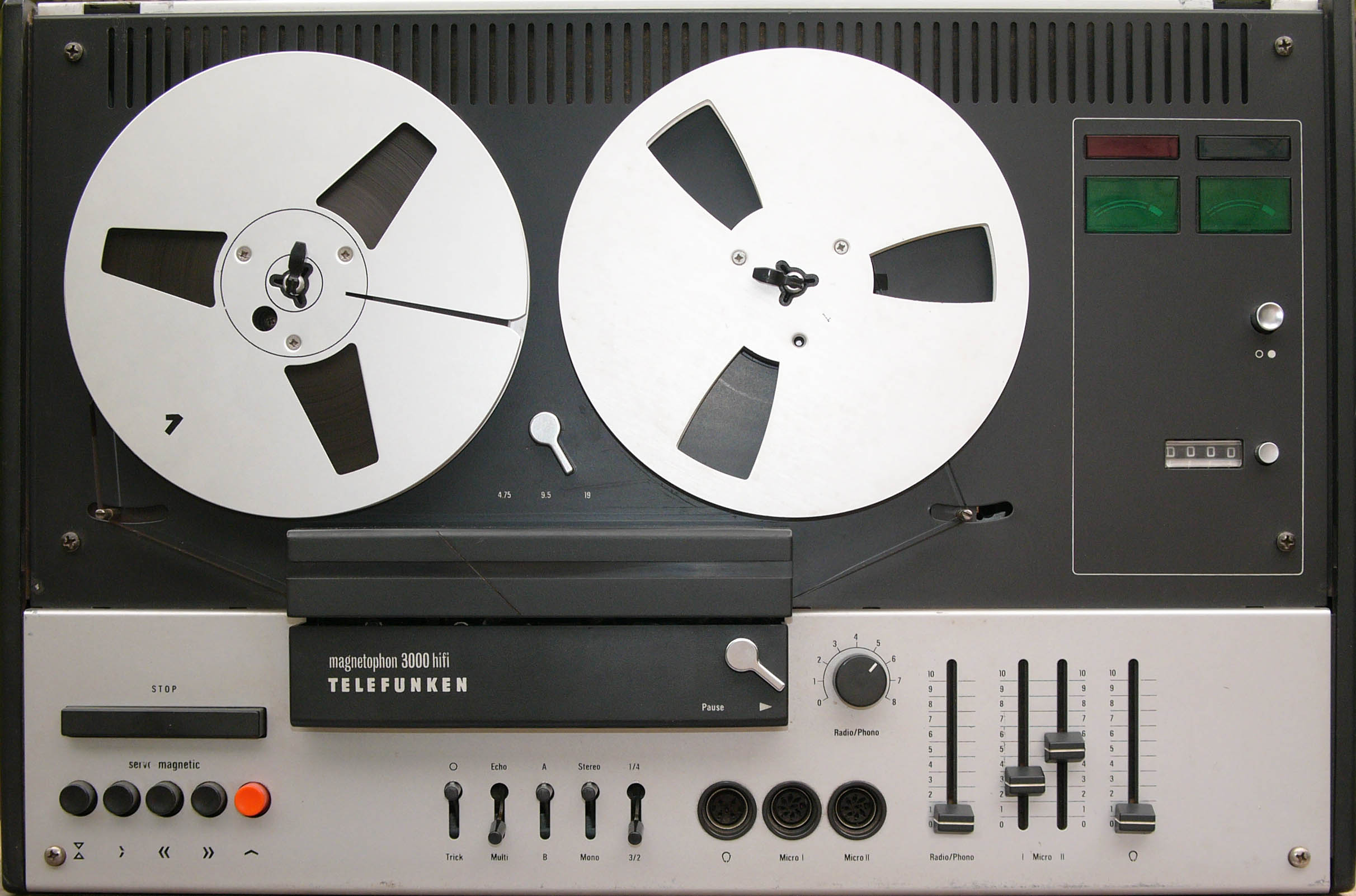
Магнітофон AEG-Telefunken Magnetophon 3000-hifi (1973)

AEG (нім. Allgemeine Elektricitäts Gesellschaft; англ. General Electric Company) — німецька компанія, що спеціалізувалася в галузі електроенергетики, машинобудування, а також товарів для дому. До і під час Першої світової війни AEG — один з найбільших виробників зброї.

## Історія
Компанія зобов'язана своїм походженням Емілю Ратенау, який 1883 року придбав патент на винахід ламп розжарювання Томаса Алви Едісона для Німеччини, і 1884 року було засновано компанію Edison-Gesellschaft.
У 1887 р. Еміль Ратенау прийняв у компанію Михайла Доливо-Добровольського (електротехніка польсько-російського походження, який 1884 року закінчив вище технічне училище в Дармштадті (Німеччина) та допоміг як головний інженер для практичного використання трифазної технології задля винаходу першого електродвигуна. 
У 1887/1888 рр. відбулася перебудова компанії і розширення асортименту продукції, а назву було змінено на  Allgemeine Elektricitäts-Gesellschaft, скорочено AEG. 
У 1891 р. Міллеру та Добровольському на  Міжнародній електротехнічній виставці у Франкфурті вдалося продемонструвати передавання трифазної електроенергії на велику відстань: енергію, що вироблялася на електростанції у Lauffen, було передано на 175 кілометрів довгою лінією, де вона забезпечила живленням 1000 лампочок та інше. Цей успіх став початком загальної електрифікації змінним струмом Німецької імперії та призвів AEG до економічного процвітання.
27 травня 1903 р. за наполяганням кайзера Вільгельма II засновано AEG і S & H у рівних частках зі статутним капіталом у розмірі 300000 золотих марок у галузі бездротового зв'язку в Берліні.
Вальтер Ратенау — голова AEG з 1912 року.
Упродовж невеликого часу діяльність компанії було поширено на всі галузі енергетики, особливо виробництво ламп, електродвигунів, будування електричних залізниць, заводів електрохімії, а також виробництво парових турбін, дизельних двигунів, автомобілів, кабелів тощо.
У 1903 р. за наполяганням кайзера Вільгельма II зі статутним капіталом у розмірі 300000 золотих марок у рівних частках AEG разом з Siemens & Halske заснували компанію Gessellschaft für drahtlose Telegraphie System Telefunken (добре відому як Telefunken). У 1918 р. — одна з трьох компаній, що заснували німецьку суднобудівну корпорацію Deutsche Werft.
У 1920 р. заводи з виробництва лампочок і металевого дроту було передано в Osram.
Оригінальне підприємство нині не існує, проте бренд AEG використовується шведською машинобудівною корпорацією Electrolux (побутова техніка), а також китайською групою компаній Techtronic Industries, що виробляють електроінструменти.